# Daniel Nordström (chefredaktör)
Daniel Nordström, född 25 maj 1967 i Umeå, är en svensk journalist som är chefredaktör för Vestmanlands Läns Tidning.
Nordström inledde journalistkarriären på Västerbottens Folkblad och arbetade där i nästan 25 år. Där har han bland annat varit sportreporter, nattchef, nyhetschef och från den 5 april 2010 redaktionschef. År 2011 blev han tidningens chefredaktör och ansvarige utgivare. Under hans tid som chefredaktör bytte VF namn till Folkbladet Västerbotten.
År 2013 lämnade Nordström Folkbladet och blev chefredaktör för Arbetarbladet i Gävle.
I januari 2016 gick han vidare i Mittmediakoncernen för att bli chefredaktör för Vestmanlands Läns Tidning samt koncernens övriga tidningar i Västmanland; Sala Allehanda, Fagersta-Posten och Bärgslagsbladet/Arboga Tidning. Senare under 2016 utsågs han även till chefredaktör för Länstidningen i Södertälje, Norrtelje Tidning och Nynäshamns Posten. Från 2017 är han dock inte ansvarig utgivare för LT:s pappersupplaga. Under 2019 fick alla dessa tidningar åter egna chefredaktörer och Nordström blev istället chefredaktör enbart för VLT.